# Avenida Scalabrini Ortiz

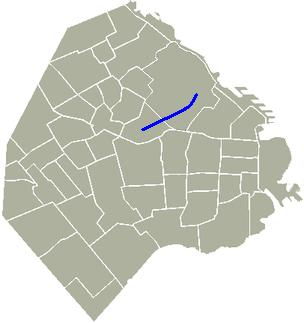
Verlauf der Avenida Scalabrini Ortiz

Die Avenida Scalabrini Ortiz ist eine Hauptstraße in der argentinischen Hauptstadt Buenos Aires. Sie verläuft parallel zu der Avenida Juan B. Justo von der Avenida Warnes bis zur Plaza Alemania und durchquert dabei die Stadtteile Villa Crespo und Palermo.

## Geschichte
1867, als die heutige Avenida Scalabrini Ortiz noch eine unbefestigte Straße war, hieß sie El Camino del Ministro Inglés (Weg des Englischen Ministers), weil der britische Diplomat Henry Southern sie nutzte, um zu seinem Landhaus zu gelangen. Ein Erlass vom 27. November 1893 verfügte die Umbenennung in Avenida Canning, zu Ehren von George Canning, dem ehemaligen Außenminister Großbritanniens. 
Ein weiterer Erlass, datiert vom 31. Mai 1974, aus der Regierungszeit von Juan Perón, bestimmte die Umbenennung in den heutigen Namen Avenida Scalabrini Ortiz. Raúl Scalabrini Ortiz war ein argentinischer Schriftsteller, Journalist und Essayist. 
Zwei Jahre später, unter der Militärdiktatur, wurde die Avenida wieder umbenannt in Avenida Canning, um am 29. Dezember 1985 erneut ihren heutigen Namen zu erhalten. 
An ihren zeitweiligen Namen erinnert der Salon Canning, ein Tangosaal an der Avenida im Stadtteil Palermo. 
Koordinaten: 34° 35′ 23,1″ S, 58° 25′ 23,5″ W